# Lista dos museus mais visitados do Brasil
Os museus mais visitados do Brasil, a lista contém instituições que recebem acima de 100 mil de visitantes anualmente, incluindo galerias de arte, museus de história e museus de ciência.

## Lista

### 2019

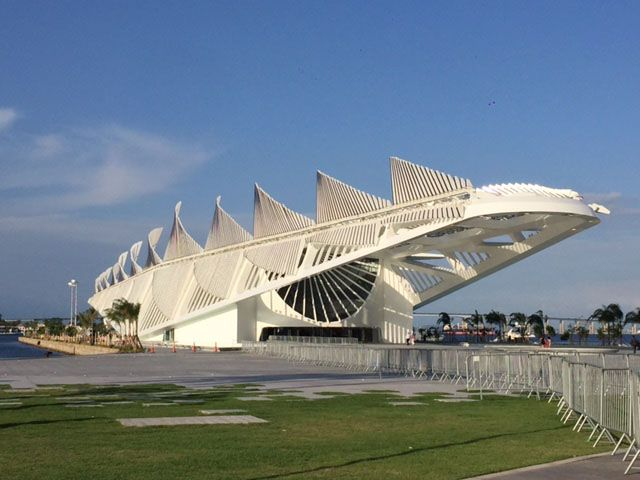
Museu do Amanhã, museu mais visitado do Brasil em 2019.

| Pos. | Museu                                     | Cidade         | UF               | Visitas | Refs  |
| ---- | ----------------------------------------- | -------------- | ---------------- | ------- | ----- |
| 1º   | Museu do Amanhã                           | Rio de Janeiro | Rio de Janeiro   | 835.950 | [ 1 ] |
| 2º   | Museu de Arte de São Paulo                | São Paulo      | São Paulo        | 729.325 | [ 2 ] |
| 3º   | Museu Catavento                           | São Paulo      | São Paulo        | 665.452 | [ 3 ] |
| 4º   | Museu Nacional da República               | Brasília       | Distrito Federal | 573.000 | [ 4 ] |
| 5º   | Pinacoteca do Estado de São Paulo         | São Paulo      | São Paulo        | 491.000 | [ 5 ] |
| 6º   | Casa das Rosas                            | São Paulo      | São Paulo        | 485.187 | [ 3 ] |
| 7º   | Museu Imperial                            | Petrópolis     | Rio de Janeiro   | 446.932 | [ 6 ] |
| 8º   | Museu Oscar Niemeyer                      | Curitiba       | Paraná           | 380.000 | [ 7 ] |
| 9º   | Museu do Futebol                          | São Paulo      | São Paulo        | 281.394 | [ 8 ] |
| 10º  | Instituto Inhotim                         | Brumadinho     | Minas Gerais     | 267.932 | [ 9 ] |
| 11º  | Museu Nacional da Cultura Afro-Brasileira | Salvador       | Bahia            | 150.000 |       |

### Instituições que não são exatamente um museu
| Instituição                     | Cidade(s)      | UF               | Visitantes | Ref.   |
| ------------------------------- | -------------- | ---------------- | ---------- | ------ |
| Centro Cultural Banco do Brasil | São Paulo      | São Paulo        | 5.600.000  | [ 10 ] |
| Centro Cultural Banco do Brasil | Brasília       | Distrito Federal | 5.600.000  | [ 10 ] |
| Centro Cultural Banco do Brasil | Belo Horizonte | Minas Gerais     | 5.600.000  | [ 10 ] |
| Centro Cultural Banco do Brasil | Rio de Janeiro | Rio de Janeiro   | 5.600.000  | [ 10 ] |